# Il farsi e il disfarsi del linguaggio
Il farsi e il disfarsi del linguaggio. Linguaggio infantile e afasia (Kindersprache und Aphasie) è un saggio di linguistica del 1971, scritto dal linguista Roman Jakobson e tradotto da Lidia Lonzi.

## Temi
Jakobson approfondisce l'acquisizione del linguaggio negli infanti, in varie fasi della crescita, e la perdita di alcuni suoni a causa dell'afasia, distinguendo diversi tipi di quest'ultima.

### Linguaggio infantile
Per quanto concerne l'approccio del bambino al linguaggio, non si tratta di creatività pura né di imitazione perfetta: il piccolo parlante elimina gli elementi che non è capace di riprodurre e associa ad altri diverse valenze, rispetto allo standard.
Tendenzialmente, i bambini utilizzano una sorta di lingua segreta, composta esclusivamente dai suoni che sono in grado di riprodurre. Dopo i primi due anni di età, l'infante è in grado di padroneggiare tutti gli elementi linguistici della sua lingua.
Gli adulti, nel momento in cui parlano con un infante, assumono le stesse peculiarità fonologiche e lessicali del bambino: questo fenomeno è detto baby talk.
Lo studio di Jakobson, in correlazione con quelli svolti da psicologi e medici del tempo, porta alla conclusione che i bambini apprendono per primi quei suoni che richiedono il minimo sforzo fisiologico. La prima vocale a essere appresa è la vocale aperta a, mentre le prime opposizioni fonologiche consonantiche sono:
- occlusiva nasale - occlusiva orale
- labiale - dentale.

Il bambino, inoltre, associa le vocali aperte alle consonanti occlusive e le vocali chiuse alle consonanti velari (acquisite più tardi).

### Afasia
L'afasia è considerata come il contrario dell'acquisizione fonetica del bambino. Con l'afasia si ha la disintegrazione del sistema fonico.
Jakobson suddivide i problemi fonologici a seconda della tipologia di afasia. Con l'afasia interna, si hanno pazienti capaci di operare in un contesto, nonostante le difficoltà fonetiche; con l'afasia esterna, invece, i pazienti non sono in grado di inserirsi all'interno di un contesto.
Jakobson studia e approfondisce la tematica centrale del pensiero di De Saussure (dicotomia significato – significante) per comprendere, in modo più approfondito, le problematiche legate all'afasia.
Nell'ultimo capitolo del saggio, l'autore approfondisce gli studi afasici, suddividendoli in tre dicotomie:
- Disordine della codificazione contro disordini della decodificazione: questa dicotomia racchiude uno studio di Jakobson sulla difficoltà nell'uso di gruppi di fonemi, in confronto all'incapacità di utilizzo dei singoli tratti distintivi. Rispettivamente si riferisce all'afasia sensoriale e a quella motoria
- Limitazione contro disintegrazione: qui Jakobson mette in luce due aspetti diversi dell'afasia dinamica (riprendendo gli studi di Luria[1][2]) e di quella semantica, ovvero l'eccessiva chiusura nel codice e la chiusura del contesto
- Sequenza contro compresenza.[3]

## Critiche
(R. Titone e M. Danesi, da  Introduzione alla psicopedagogia del linguaggio, Roma, Armando Editore, 1990, p.81, ISBN 978-88-71-44155-9.)